# Andrzej Różycki

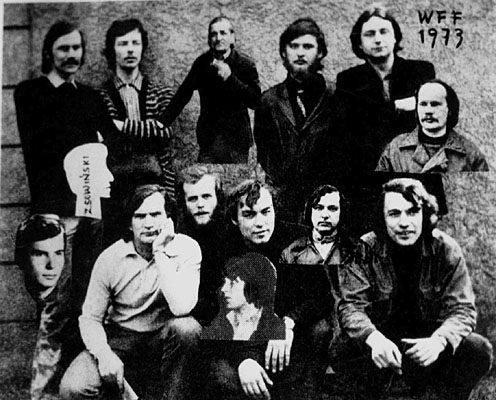
Członkowie Warsztatu Formy Filmowej (1973)

Andrzej Różycki (ur. 10 sierpnia 1942 w Baranowiczach zm. 12 grudnia 2021) – polski reżyser filmowy, fotograf, artysta współczesny, artysta multimedialny, scenarzysta, teoretyk sztuki.

## Życiorys
W latach 1961–1966 studiował na kierunku konserwacji zabytków i muzealnictwa Wydziału Sztuk Pięknych na Uniwersytecie Mikołaja Kopernika w Toruniu (dyplom w 1966). W 1975 ukończył studia na wydziale reżyserii PWSFTviT w Łodzi, gdzie następnie był wykładowcą.
Od 1964 był członkiem grupy Zero-61. Był współzałożycielem i jednym z filarów łódzkiej grupy Warsztat Formy Filmowej.
Od 1966 był członkiem Związku Polskich Artystów Fotografików. Jest twórcą około pięćdziesięciu filmów z obszaru etnologii, sztuki i obrzędów ludowych. Twórca filmów dokumentalnych. Związany z łódzkim środowiskiem progresywno-awangardowym. W latach 70. i 80. współpracował z Wytwórnią Filmów Oświatowych w Łodzi.
Został pochowany na Starym Cmentarzu w Łodzi.

## Filmografia
Scenariusz i reżyseria:
- 1997: Kaj cię niesie
- 1989: Nieskończoność dalekich dróg. Podsłuchana i podpatrzona Zofia Rydet
- 1988: Kalwaria Marii Wnęk
- 1986: Jarosława Furgały modlitwa w drewnie
- 1975: Konfekcja I – cynk

## Wystawy indywidualne
- 2004: Wystawa Chodzę swoimi drogami w Muzeum Historii Fotografii w Krakowie[4]
- 2005: Galeria FF[5]
- 2007: „Fotografii sakralnej” – Zachęta Narodowa Galeria Sztuki Warszawa[6][7],
- 2007: II Wigierskie spotkania z fotografią Wigry[8]
- 2008: Galeria f5 Kraków[9]
- 2009: „Wystawa fotozoficzna W hołdzie śp. fotografii analogowej” w Galerii Art New Media Warszawa[10][11]
- 2009: „Wystawa fotozoficzna” na Międzynarodowym Festiwalu Fotografii w Łodzi[12]

## Prace w zbiorach
- Muzeum Sztuki w Łodzi
- Muzeum Narodowe we Wrocławiu
- Muzeum Historii Fotografii w Krakowie
- Muzeum Okręgowe w Toruniu
- Mazowieckie Centrum Sztuki Współczesnej „Elektrownia”
- Galeria Wymiany w Łodzi

## Odznaczenia i nagrody
- 2009: Srebrny Medal „Zasłużony Kulturze Gloria Artis”[13]
- 2002: Wyróżnienie: Międzynarodowe Dni Filmu Dokumentalnego „Rozstaje Europy” za film Fotograf Polesia
- 1990: Biała Kobra na Festiwalu Mediów „Człowiek w Zagrożeniu” za film Nieskończoność dalekich dróg. Podpatrzona i podsłuchana Zofia Rydet[14]
- 1990: Międzynarodowy Festiwal Filmów Krótkometrażowych w Krakowie za film Nieskończoność dalekich dróg. Podpatrzona i podsłuchana Zofia Rydet
- 1990: „Brązowy Smok”: Krakowski Festiwal Filmowy za film Nieskończoność dalekich dróg. Podpatrzona i podsłuchana Zofia Rydet
- 1984: Grand Prix: Międzynarodowe Spotkania im. Henry LangloisTours za film Beskidzkie Palmy Wielkanocne
- 1984: II Nagroda „Agrofilmowa Wiosna” Ciechanowiec za film Beskidzkie Palmy Wielkanocne

## Publikacje
- Pejzaż frasobliwy, Warszawa 2000, ISBN 83-86117-17-6.
- Poleski Park Narodowy, Warszawa 2002, ISBN 83-7073-321-2.